# Advibhavi, Kushtagi
Advibhavi là một làng thuộc tehsil Kushtagi, huyện Koppal, bang Karnataka, Ấn Độ.